# Sportpark Nieuw Zuid
Sportpark Nieuw Zuid is een sportaccommodatie in de wijk Nieuw Zuid in de dorpskern Katwijk aan Zee in de Nederlandse provincie Zuid-Holland. Het is de thuishaven van tweede divisionist Quick Boys, een van de grootste en meest succesvolle amateurvoetbalclubs van het land. Daarnaast is het decennia lang de trainingslocatie geweest voor het Nederlandse Elftal. Het hoofdveld van de voetbalaccommodatie biedt plaats aan 8.500 toeschouwers.

## Geschiedenis
Sportpark Nieuw Zuid werd in 1955 geopend, daarvoor speelde Quick Boys de wedstrijden een tijd lang aan de Nieuwe Duinweg en de Piet Heinlaan. In juni 2006 werd begonnen met het slopen van de oude tribune. Een nieuwe tribune verrees met 1.650 zitplaatsen, met daarin 24 kleedkamers, een nieuwe bestuurskamer, kantoorruimtes en sponsorhome, aangezien  behoorlijk groot is geworden met 2.400 leden.  De oude onoverdekte tribunes werden in zijn geheel door vrijwilligers afgebroken en opnieuw opgebouwd aan de noordzijde van het eerste veld. De nieuwe hoofdtribune is gedeeltelijk betaald door de transfersom van Dirk Kuijt van Feyenoord naar Liverpool FC. Omdat Kuijt zijn gehele jeugdopleiding (tot en met zijn zeventiende jaar) bij Quick Boys heeft genoten, bedroeg de solidariteitsbijdrage 2% van het gehele transferbedrag, waardoor de amateurvereniging meer dan €250.000,- kon bijschrijven.
 De nieuwe hoofdtribune kreeg de toepasselijke naam Dirk Kuijt-tribune.
Het sportpark kent zes voetbalvelden, waarvan er vijf uit kunstgras bestaan. Alleen het hoofdveld heeft een natuurlijk grasveld. Quick Boys heeft al langer de wens om een zevende veld erbij te krijgen, dit veld is tot op heden niet gerealiseerd.